# سانو ماساتسونه

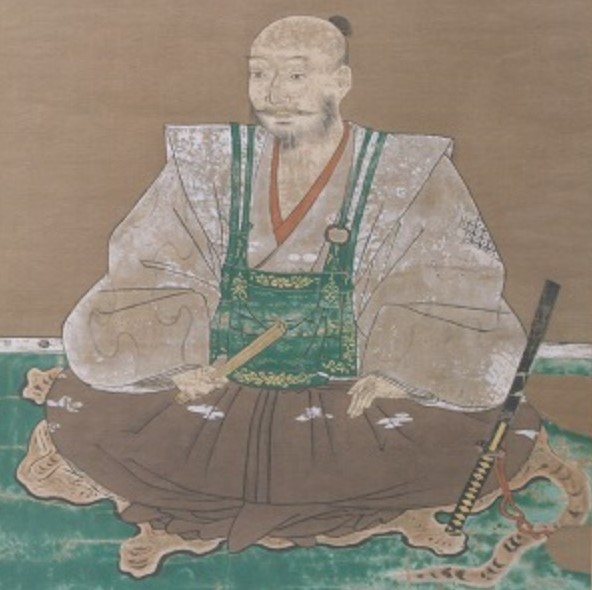
سانو ماساتسونه

سانو ماساتسونه (به ژاپنی: 佐野 昌綱 さの まさつな)، (تولد ۱۵۲۲ - مرگ ۲۸ آوریل ۱۵۷۴ میلادی) یک سامورایی از خاندان سانو  و صاحب قلعه کاراساوا در دوره سنگوکو در ژاپن بود.